# Saison 1992-1993 de la LHOu
Saison précédente Saison suivante
La saison 1992-1993 est la 27e saison de hockey sur glace de la Ligue de hockey de l'Ouest. Les Broncos de Swift Current remporte la Coupe du Président en battant en finale les Winter Hawks de Portland. 

## Saison régulière
Ajout à la ligue avant le début de la saison des Rebels de Red Deer qui devient la seizième franchise active de la ligue, ces derniers évolueront dans la division Est.

### Classement
| Division Est             | PJ | V  | D  | N | Pts | BP  | BC  |
| ------------------------ | -- | -- | -- | - | --- | --- | --- |
| Broncos de Swift Current | 72 | 49 | 21 | 2 | 100 | 384 | 267 |
| Wheat Kings de Brandon   | 72 | 43 | 25 | 4 | 90  | 347 | 258 |
| Blades de Saskatoon      | 72 | 42 | 27 | 3 | 87  | 311 | 236 |
| Pats de Regina           | 72 | 35 | 36 | 1 | 71  | 322 | 313 |
| Hurricanes de Lethbridge | 72 | 33 | 36 | 3 | 69  | 317 | 328 |
| Rebels de Red Deer       | 72 | 31 | 39 | 2 | 64  | 284 | 329 |
| Tigers de Medicine Hat   | 72 | 29 | 38 | 5 | 63  | 285 | 343 |
| Warriors de Moose Jaw    | 72 | 27 | 42 | 3 | 57  | 277 | 326 |
| Raiders de Prince Albert | 72 | 25 | 42 | 5 | 55  | 252 | 317 |

| Division Ouest           | PJ | V  | D  | N | Pts | BP  | BC  |
| ------------------------ | -- | -- | -- | - | --- | --- | --- |
| Winter Hawks de Portland | 72 | 45 | 24 | 3 | 93  | 343 | 277 |
| Rockets de Tacoma        | 72 | 45 | 27 | 0 | 90  | 324 | 259 |
| Blazers de Kamloops      | 72 | 42 | 28 | 2 | 86  | 302 | 253 |
| Thunderbirds de Seattle  | 72 | 31 | 38 | 3 | 65  | 234 | 292 |
| Chiefs de Spokane        | 72 | 28 | 40 | 4 | 60  | 311 | 319 |
| Americans de Tri-City    | 72 | 28 | 41 | 3 | 59  | 245 | 312 |
| Cougars de Victoria      | 72 | 20 | 49 | 3 | 43  | 217 | 326 |

### Meilleurs pointeurs
| Joueur         | Équipe        | PJ | B  | A  | Pts | Pun |
| -------------- | ------------- | -- | -- | -- | --- | --- |
| Jason Krywulak | Swift Current | 72 | 81 | 81 | 162 | 58  |
| Valeri Boure   | Spokane       | 66 | 68 | 79 | 147 | 49  |
| Rick Girard    | Swift Current | 72 | 71 | 70 | 141 | 25  |
| Louis Dumont   | Regina        | 72 | 62 | 59 | 121 | 97  |
| Domenic Pittis | Lethbridge    | 66 | 46 | 73 | 119 | 69  |
| Todd Holt      | Swift Current | 67 | 56 | 57 | 113 | 90  |
| Allan Egeland  | Tacoma        | 71 | 56 | 57 | 113 | 119 |
| Dean Tiltgen   | Red Deer      | 72 | 50 | 61 | 111 | 33  |
| Ryan Fujita    | Saskatoon     | 72 | 56 | 54 | 110 | 105 |
| Mike Mathers   | Kamloops      | 69 | 52 | 56 | 108 | 63  |

## Séries éliminatoires
|  | Huitièmes de finale      | Huitièmes de finale      |                          |   | Quarts de finale | Quarts de finale |  |  | Demi-finales | Demi-finales |  |  | Finale | Finale |
|  | Huitièmes de finale      | Huitièmes de finale      |                          |   | Quarts de finale | Quarts de finale |  |  | Demi-finales | Demi-finales |  |  | Finale | Finale |
|  |                          |                          |                          |   |                  |                  |  |  |              |              |  |  |        |        |
|  |                          |                          |                          |   |                  |                  |  |  |              |              |  |  |        |        |
|  |                          |                          |                          |   |                  |                  |  |  |              |              |  |  |        |        |
|  | Broncos de Swift Current |                          |                          |   |                  |                  |  |  |              |              |  |  |        |        |
|  |                          |                          |                          |   |                  |                  |  |  |              |              |  |  |        |        |
|  | Laissé-Passé             |                          |                          |   |                  |                  |  |  |              |              |  |  |        |        |
|  | Broncos de Swift Current | 4                        |                          |   |                  |                  |  |  |              |              |  |  |        |        |
|  | Broncos de Swift Current | 4                        |                          |   |                  |                  |  |  |              |              |  |  |        |        |
|  |                          | Tigers de Medicine Hat   | 2                        |   |                  |                  |  |  |              |              |  |  |        |        |
|  | Wheat Kings de Brandon   | Tigers de Medicine Hat   | 2                        | 1 |                  |                  |  |  |              |              |  |  |        |        |
|  | Wheat Kings de Brandon   |                          |                          | 1 |                  |                  |  |  |              |              |  |  |        |        |
|  | Tigers de Medicine Hat   | 3                        |                          |   |                  |                  |  |  |              |              |  |  |        |        |
|  | Tigers de Medicine Hat   | 3                        | Broncos de Swift Current | 4 |                  |                  |  |  |              |              |  |  |        |        |
|  |                          |                          | Broncos de Swift Current | 4 |                  |                  |  |  |              |              |  |  |        |        |
|  |                          | Pats de Regina           | 0                        |   |                  |                  |  |  |              |              |  |  |        |        |
|  | Blades de Saskatoon      | Pats de Regina           | 0                        | 3 |                  |                  |  |  |              |              |  |  |        |        |
|  | Blades de Saskatoon      |                          |                          | 3 |                  |                  |  |  |              |              |  |  |        |        |
|  | Rebels de Red Deer       | 1                        |                          |   |                  |                  |  |  |              |              |  |  |        |        |
|  | Rebels de Red Deer       | 1                        | Blades de Saskatoon      | 1 |                  |                  |  |  |              |              |  |  |        |        |
|  |                          |                          | Blades de Saskatoon      | 1 |                  |                  |  |  |              |              |  |  |        |        |
|  |                          | Pats de Regina           | 4                        |   |                  |                  |  |  |              |              |  |  |        |        |
|  | Hurricanes de Lethbridge | Pats de Regina           | 4                        | 1 |                  |                  |  |  |              |              |  |  |        |        |
|  | Hurricanes de Lethbridge |                          |                          | 1 |                  |                  |  |  |              |              |  |  |        |        |
|  | Pats de Regina           | 3                        |                          |   |                  |                  |  |  |              |              |  |  |        |        |
|  | Pats de Regina           | 3                        | Broncos de Swift Current | 4 |                  |                  |  |  |              |              |  |  |        |        |
|  |                          |                          | Broncos de Swift Current | 4 |                  |                  |  |  |              |              |  |  |        |        |
|  |                          | Winter Hawks de Portland | 3                        |   |                  |                  |  |  |              |              |  |  |        |        |
|  | Winter Hawks de Portland | Winter Hawks de Portland | 3                        | 4 |                  |                  |  |  |              |              |  |  |        |        |
|  | Winter Hawks de Portland |                          |                          | 4 |                  |                  |  |  |              |              |  |  |        |        |
|  | Americans de Tri-City    | 0                        |                          |   |                  |                  |  |  |              |              |  |  |        |        |
|  | Americans de Tri-City    | 0                        | Winter Hawks de Portland |   |                  |                  |  |  |              |              |  |  |        |        |
|  |                          |                          |                          |   |                  |                  |  |  |              |              |  |  |        |        |
|  |                          | Laissé-Passé             |                          |   |                  |                  |  |  |              |              |  |  |        |        |
|  |                          |                          |                          |   |                  |                  |  |  |              |              |  |  |        |        |
|  |                          |                          |                          |   |                  |                  |  |  |              |              |  |  |        |        |
|  |                          |                          |                          |   |                  |                  |  |  |              |              |  |  |        |        |
|  | Winter Hawks de Portland | 4                        |                          |   |                  |                  |  |  |              |              |  |  |        |        |
|  | Winter Hawks de Portland | 4                        |                          |   |                  |                  |  |  |              |              |  |  |        |        |
|  |                          | Blazers de Kamloops      | 1                        |   |                  |                  |  |  |              |              |  |  |        |        |
|  | Chiefs de Spokane        | Blazers de Kamloops      | 1                        | 4 |                  |                  |  |  |              |              |  |  |        |        |
|  | Chiefs de Spokane        |                          |                          | 4 |                  |                  |  |  |              |              |  |  |        |        |
|  | Rockets de Tacoma        | 3                        |                          |   |                  |                  |  |  |              |              |  |  |        |        |
|  | Rockets de Tacoma        | 3                        | Chiefs de Spokane        | 0 |                  |                  |  |  |              |              |  |  |        |        |
|  |                          |                          | Chiefs de Spokane        | 0 |                  |                  |  |  |              |              |  |  |        |        |
|  |                          | Blazers de Kamloops      | 3                        |   |                  |                  |  |  |              |              |  |  |        |        |
|  | Blazers de Kamloops      | Blazers de Kamloops      | 3                        | 4 |                  |                  |  |  |              |              |  |  |        |        |
|  | Blazers de Kamloops      |                          |                          | 4 |                  |                  |  |  |              |              |  |  |        |        |
|  | Thunderbirds de Seattle  | 1                        |                          |   |                  |                  |  |  |              |              |  |  |        |        |
|  | Thunderbirds de Seattle  | 1                        |                          |   |                  |                  |  |  |              |              |  |  |        |        |

## Honneurs et trophées
- Trophée Scotty-Munro, remis au champion de la saison régulière : Broncos de Swift Current.
- Trophée commémoratif des quatre Broncos, remis au meilleur joueur : Jason Krywulak, Broncos de Swift Current.
- Trophée Daryl-K.-(Doc)-Seaman, remis au meilleur joueur étudiant : David Trofimenkoff, Hurricanes de Lethbridge.
- Trophée Bob-Clarke, remis au meilleur pointeur : Jason Krywulak, Broncos de Swift Current.
- Trophée Brad-Hornung, remis au joueur ayant le meilleur esprit sportif : Rick Girard, Broncos de Swift Current.
- Trophée commémoratif Bill-Hunter, remis au meilleur défenseur : Jason Smith, Pats de Regina.
- Trophée Jim-Piggott, remis à la meilleure recrue : Jeff Friesen, Pats de Regina.
- Trophée Del-Wilson, remis au meilleur gardien : Trevor Robins, Wheat Kings de Brandon.
- Trophée Dunc-McCallum, remis au meilleur entraîneur : Marcel Comeau, Rockets de Tacoma.
- Trophée Lloyd-Saunders, remis au membre exécutif de l'année : Bruce Hamilton, Rockets de Tacoma.
- Trophée St. Clair Group, remis au meilleur membre des relations publiques : Rick Dillabough, Wheat Kings de Brandon.
- Trophée humanitaire de l'année, remis au joueur ayant démontré la meilleure implication auprès de sa communauté : Jamie Pushor, Hurricanes de Lethbridge.
- Trophée plus-moins de la WHL, remis au joueur ayant le meilleur ratio +/- : Mark Wotton, Blades de Saskatoon.
- Trophée airBC, remis au meilleur joueur en série éliminatoire : Andrew Schneider, Broncos de Swift Current.